# Стрељаштво на Летњим олимпијским играма 1900 — ВК пушка стојећи став 300 метара за мушкарце
Стрељаштво на Летњим олимпијским играма 1900. у Паризу је на програму имало 5 дисциплина пуцања из ВК пушке са удаљености од 300 метара. Једна од њих је било и пуцање из стојећег става. Постигнути резултати у овој дисциплини рачунали су се и у бодовању дисциплина тростав појединачно и тростав екипно. Такмичење је одржано од 3. августа до 5. августа. Учествовало је 30 стрелаца у 6 екипа из 6 земаља, са пет стрелца по једној националној екипи. 

## Земље учеснице
- Белгија (5)
- Данска (5)
- Француска (5)
- Холандија (5)
- Норвешка (5)
- Швајцарска (5)

## Освајачи медаља
| Злато                     | Сребро             | Бронза             |
| Ларс Јерген Мадсен Данска | Оле Естмо Норвешка | Шарл Помје Белгија |

## Резултати
Сваки стрелац је пуцао по 40 метака и имао је могућност да максимално упуца 400 кругова.
| Место | Стрелац                      | Резултат |
| ----- | ---------------------------- | -------- |
| 1     | Ларс Јерген Мадсен Данска    | 305      |
| 2     | Оле Естмо Норвешка           | 299      |
| 3     | Шарл Помје Белгија           | 298      |
| 4     | Паул ван Асбрук Белгија      | 297      |
| 5     | Франц Бекли Швајцарска       | 294      |
| 6     | Емил Келенбергер Швајцарска  | 292      |
| 7     | Жил Бири Белгија             | 282      |
| 7     | Алфред Гритер Швајцарска     | 282      |
| 9     | Хелмер Хермандсен Норвешка   | 280      |
| 10    | Огист Кавадини Француска     | 278      |
| 11    | Виго Јенсен Данска           | 277      |
| 11    | Андерс Петер Нилсен Данска   | 277      |
| 13    | Том Себерг Норвешка          | 275      |
| 14    | Маркус Ревенсавај Холандија  | 272      |
| 14    | Конрад Штели Швајцарска      | 272      |
| 16    | Олаф Фриденлунд Норвешка     | 271      |
| 17    | Леон Моро Француска          | 269      |
| 17    | Луј Ришар Швајцарска         | 269      |
| 19    | Морис Лекок Француска        | 268      |
| 19    | Ашил Парош Француска         | 268      |
| 21    | Едуар Мин Белгија            | 265      |
| 22    | Аксел Кристенсен Данска      | 261      |
| 22    | Ојлке Вурман Холандија       | 261      |
| 24    | Рене Тома Француска          | 254      |
| 25    | Хенрик Силем Холандија       | 249      |
| 26    | Оле Сетер Норвешка           | 239      |
| 26    | Солко ван ден Берг Холандија | 239      |
| 28    | Лауридс Јенсен-Кјер Данска   | 238      |
| 28    | Антонијус Баувенс Холандија  | 238      |
| 30    | Јозеф Барас Белгија          | 233      |